# Garafía
Garafía est une commune de la province de Santa Cruz de Tenerife dans la communauté autonome des Îles Canaries en Espagne. Elle est située sur la côte nord de l'île de La Palma.

## Géographie

### Localisation

Localisation de l'île de La Palma dans les Îles Canaries.
Localisation de Garafía dans l'île de La Palma.

|            | Océan Atlantique |            |
|            | Garafía          | Barlovento |
| Puntagorda | El Paso          |            |

### Villages de la commune
- Santo Domingo de Garafía (515)
- Las Tricias (310)
- Franceses (232)
- Cueva del Agua (175)
- Roque del Faro (108)
- Hoya Grande (94)
- Llano Negro (83)
- El Palmar (66)
- El Castillo (74)
- La Mata (56)
- Juan Adalid-El Mudo (52)
- El Tablado (42)
- Don Pedro (42)

Entre parenthèses figure le nombre d'habitants de chaque village en 2007.

## Démographie
| Année | Population | Densité   |
| ----- | ---------- | --------- |
| 1991  | 2.013      | -         |
| 1996  | 2.002      | -         |
| 2001  | 1.795      | 17.42/km² |
| 2002  | 2.002      | -         |
| 2003  | 1.998      | 19.38/km² |
| 2004  | 1.948      | 18.78/km² |
| 2005  | 1.924      | 18.68/km² |
| 2006  | 1.886      | 18.31/km² |
| 2007  | 1.849      | 17.95/km² |
| 2008  | 1.829      | 17.75/km² |
| 2009  | 1.804      | 17.51/km² |